# Match Point
Pour les articles homonymes, voir Balle de match (homonymie).
Pour plus de détails, voir Fiche technique et Distribution.
Match Point ou Balle de match au Québec est un film dramatique britannico-américano-luxembourgeois écrit et réalisé par Woody Allen, sorti en 2005. Les acteurs principaux sont Jonathan Rhys Meyers, Scarlett Johansson, Emily Mortimer, Matthew Goode, Brian Cox et Penelope Wilton.
Le personnage central, interprété par Rhys Meyers, se marie avec une femme riche, issue d'une famille noble. Cependant, son nouveau statut est mis à mal par la liaison qu'il entretient avec l'ex-petite amie de son beau-frère, jouée par Scarlett Johansson.
Le film traite de la morale, de la cupidité, du désir, de l'argent et, surtout, de la chance. Ces thèmes rapprochent, selon les critiques, Match Point de Crimes et Délits, du même réalisateur et sorti en 1989.
Le film a été réalisé et filmé à Londres car l'équipe d'Allen n'arrivait pas à trouver les financements nécessaires pour effectuer le tournage à New York. Le contrat l’obligea également à composer un casting essentiellement britannique. Il fut alors contraint de réécrire une partie du scénario original.
Les critiques aux États-Unis se réjouirent du fait que le film soit tourné au Royaume-Uni, et considérèrent ce long-métrage comme un retour en forme pour Allen. Les critiques britanniques furent moins enthousiastes. Cela n'empêcha pas le film d'être sélectionné pour l'Oscar du meilleur scénario original, ce qui constitue la 14e nomination de Woody Allen dans cette catégorie.

## Synopsis
Jeune professeur de tennis issu d'un milieu modeste, Chris Wilton (Jonathan Rhys-Meyers) se fait embaucher dans un club huppé des beaux quartiers de Londres. Il ne tarde pas à sympathiser avec Tom Hewett (Matthew Goode), un jeune homme de la haute société avec qui il partage sa passion pour l'opéra. Très vite, Chris fréquente régulièrement les Hewett et séduit Chloé (Emily Mortimer), la sœur de Tom. Il fait aussi la connaissance de la ravissante fiancée de Tom, Nola Rice (Scarlett Johansson), une jeune Américaine venue tenter sa chance comme comédienne en Angleterre. Très attiré par elle, Chris cherche aussitôt à la séduire. Dans un moment de faiblesse, Nola lui cède une fois. Elle décide ensuite de repousser ses avances pour préserver sa relation avec Tom qu'elle souhaite épouser.
De son côté, Chris continue de fréquenter Chloé et voit sa situation professionnelle et sociale se métamorphoser grâce au père fortuné de celle-ci. Il l'épouse au bout de quelques mois. Parallèlement, Tom quitte Nola, car il est tombé amoureux d'une femme du même milieu social que lui. Nola décide alors de repartir pour l'Amérique afin de mettre ses idées en ordre vu son échec anglais, aussi bien personnel que professionnel. Mais un jour, lors d'une exposition, Chris Wilton retombe sur Nola, revenue en Angleterre. Ils reprennent leur aventure.
Chris ment de plus en plus souvent à Chloé, et Nola finit par tomber enceinte. Chris est tiraillé entre un amour pour Chloé dont il n'est pas très sûr et une grande passion charnelle pour Nola. Il confie à un ami ne pas aimer Chloé, mais avoir pris goût à sa nouvelle vie avec elle. Il promet à Nola qu'il quittera Chloé mais n'en a manifestement pas le courage, ni même l'intention.
Nola, finalement enceinte et ne voulant pas avorter (alors que Chris n'arrive pas à avoir d'enfant avec Chloé) menace de tout dévoiler à sa femme s'il ne lui dit pas la vérité lui-même. Chris repousse sans arrêt l'échéance, mais se rend compte qu'il s'est lui-même piégé. Il décide alors de se débarrasser de Nola en échafaudant un plan : après avoir donné rendez-vous à Nola chez elle, Chris entre chez sa vieille voisine de palier (la seule à connaître leur relation, car elle les avait vus ensemble auparavant) et l'abat d'un coup de fusil, dérobé dans sa belle-famille. Il met ensuite l'appartement à sac et s'empare de bijoux et de médicaments de la vieille voisine pour faire croire à un cambriolage lié à la drogue. Puis, alors que Nola vient d'arriver sur le palier, Chris sort et l'abat elle aussi faisant passer ce second crime comme un homicide involontaire d'un cambrioleur pris sur le fait quittant les lieux du crime. Peu après, il se rend sur les bords de la Tamise et y jette les bijoux, mais parmi les bagues, l'alliance dérobée à la voisine de Nola, gravée à son nom et à sa date de mariage, rebondit sur le haut du grillage de protection (comme sur le haut d'un filet de tennis) et ne tombe pas dans la Tamise mais sur le quai. On se souvient alors de la voix off introduisant le film : « Il arrive parfois que la balle frappe le dessus du filet et reste quelques instants en équilibre ; avec un peu de chance elle passe, parfois elle ne passe pas et on perd ».
De retour dans la maison familiale, Chris remet le fusil en place, manquant plusieurs fois d'être découvert par Chloé. Pendant ce temps, la police mène son enquête et en vient à interroger Chris. Celui-ci nie avoir revu Nola depuis son départ d'Angleterre, mais celle-ci tenait secrètement un journal intime, retrouvé par la police, où le jeune homme est souvent mentionné. Désemparé (du moins en apparence), Chris avoue aux deux inspecteurs qu'il avait bien une liaison avec elle, mais nie être impliqué dans le meurtre et les prie de ne pas en parler à sa femme. Les policiers semblent convaincus et touchés par sa sincérité ; cependant, une nuit, l'inspecteur chargé du dossier a une révélation : il comprend que Chris est l'assassin et voit comment il s'y est pris. Mais le lendemain, l'alliance gravée de la vieille voisine restée sur le bord de la Tamise est retrouvée dans la poche du cadavre d'un drogué tué dans la nuit par une fusillade, près de chez Nola. Les policiers pensent y voir une preuve de l'innocence de Chris. L'inspecteur échafaude une théorie (en réalité la vérité) mais doit se rendre à la raison : cette théorie est bien trop improbable et il ne réussira pas à convaincre le juge de la culpabilité de Chris;  il renonce donc à poursuivre ses investigations. 
Chris éprouve quelques remords et voit en rêve Nola et la voisine lui reprocher son meurtre ainsi que celui de leur enfant mais Chris se justifie et déclare cacher sa culpabilité sous le tapis, car il le faut. Peu de temps après, Chris peut savourer sa victoire et sa chance : débarrassé du danger que représentait Nola, il semble promis au plus bel avenir, tandis que lui et Chloé ont leur premier enfant. Il devra cependant vivre avec sa culpabilité.

## Fiche technique
- Titres original et français : Match Point
- Titre québécois : Balle de match[1]
- Réalisation : Woody Allen
- Scénario : Woody Allen
- Décors : Jim Clay
- Costumes : Jill Taylor
- Photographie : Remi Adefarasin
- Maquillage : Carmel Jackson, Sallie Jaye, Sharon Martin et Paul Mooney
- Montage : Alisa Lepselter
- Musique : Enrico Caruso
- Producteurs : Stephen Tenenbaum, Charles H. Joffe, Jack Rollins
  - Producteurs délégués : Letty Aronson, Nicky Kentish Barnes, Lucy Darwin, Helen Robin, Gareth Wiley
- Sociétés de production :
  - Royaume-Uni : Jada Productions, en association avec Kudu Films, présenté par BBC Film
  - États-Unis : Dreamworks Pictures
  - Luxembourg : Thema Production
- Sociétés de distribution : Icon Film Distribution (Royaume-Uni) ; Dreamworks Pictures (États-Unis) ; TFM Distribution (France) ; Filmcoopi (Suisse romande) ; Cinéart (Belgique)[2]
- Budget : 15 millions USD[3],[4]
- Pays de production :  Royaume-Uni,  États-Unis,  Luxembourg[5]
- Langue d'origine : anglais
- Format : couleur (Technicolor) — 35 mm — 1,85:1 — son Dolby Digital (Mono)
- Genre : action, drame, thriller, policier, romance
- Durée : 124 minutes
- Dates de sortie[6] :
  - France : 12 mai 2005 (Festival de Cannes) ; 26 octobre 2005 (sortie nationale)[7]
  - Suisse romande : 26 octobre 2005[8]
  - Luxembourg : 28 octobre 2005[réf. souhaitée]
  - États-Unis : 2 novembre 2005 (Savannah Film and Video Festival) ; 20 janvier 2006 (sortie nationale)
  - Belgique : 9 novembre 2005[9]
  - Royaume-Uni : 6 janvier 2006
  - Québec : 20 janvier 2006[1]
- Classification[10] :
  - Royaume-Uni : les enfants de moins de 12 ans doivent être accompagnés d'un adulte (12A - Suitable for 12 years and over)
  - États-Unis : les enfants de moins de 17 ans doivent être accompagnés d'un adulte (R – Restricted)[N 3]
  - France : tous publics[11]
  - Belgique : tous publics (Alle Leeftijden)[9]
  - Suisse romande : interdit aux moins de 14 ans[12]
  - Québec : tous publics - déconseillé aux jeunes enfants (G - General Rating)[1]

## Distribution
- Jonathan Rhys-Meyers (VF : Rémi Bichet) : Chris Wilton
- Scarlett Johansson (VF : Julia Vaidis-Bogard) : Nola Rice, la fiancée de Tom
- Emily Mortimer (VF : Ingrid Donnadieu) : Chloe Hewett-Wilton, la sœur de Tom
- Matthew Goode (VF : David Geselson) : Tom Hewett
- Brian Cox (VF : Jacques Frantz) : Alec Hewett, le père de Tom et Chloe, homme d'affaires et mécène londonien
- Penelope Wilton (VF : Françoise Vallon) : Eleanor Hewett, l'épouse d'Alec
- Ewen Bremner (VF : Arnaud Arbessier) : l'inspecteur Dowd
- James Nesbitt (VF : Pierre Tessier) : l'inspecteur Banner
- Rupert Penry-Jones (VF : Axel Kiener) : Henry
- Margaret Tyzack : Nicole Eastby, la vieille voisine de Nola
- Alexander Armstrong : M. Townsend
- Geoffrey Streatfeild (VF : David Krüger) : Alan Sinclair
- Miranda Raison : Heather
- Zoe Telford : Samantha
- Rose Keegan : Carol
- Simon Kunz (VF : Gérard Darier) : Rod Carver
- Colin Salmon : Ian, le voisin de Mme Eastby
- Steve Pemberton (VF : Renaud Marx) : l'inspecteur Parry
- Paul Kaye (VF : David Krüger) : l'agent immobilier
- Selina Cadell : Margaret
- Toby Kebbell (VF : Nessym Guetat) : l'agent de police
- Scott Handy (VF : Alexis Victor) et Emily Gilchrist : le couple d'amis des Hewett
- Philip Mansfield : le serveur
- Patricia Whymark : l'opératrice téléphonique
- Georgina Chapman : la collègue de Nola
- Morne Botes : Michael (non crédité)
- Eddie Marsan : Reeves, l'employé (non crédité)

Source doublage : AlloDoublage

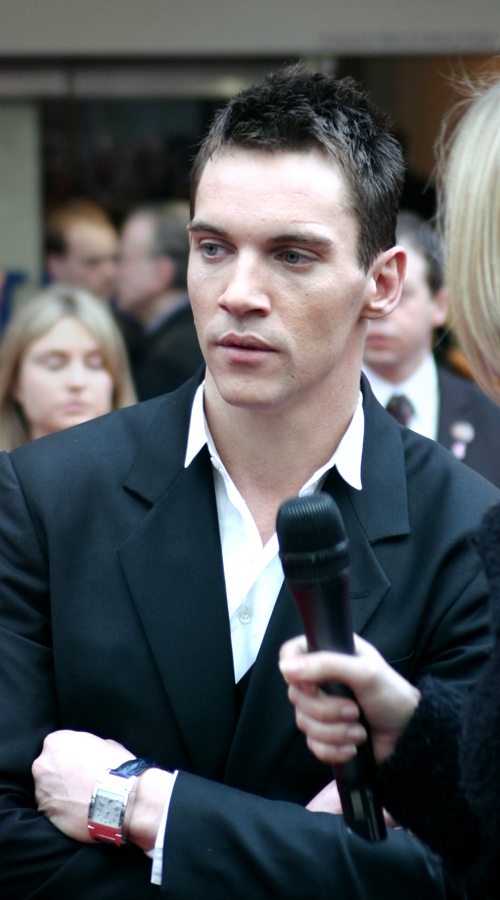
Jonathan Rhys-Meyers en 2006.
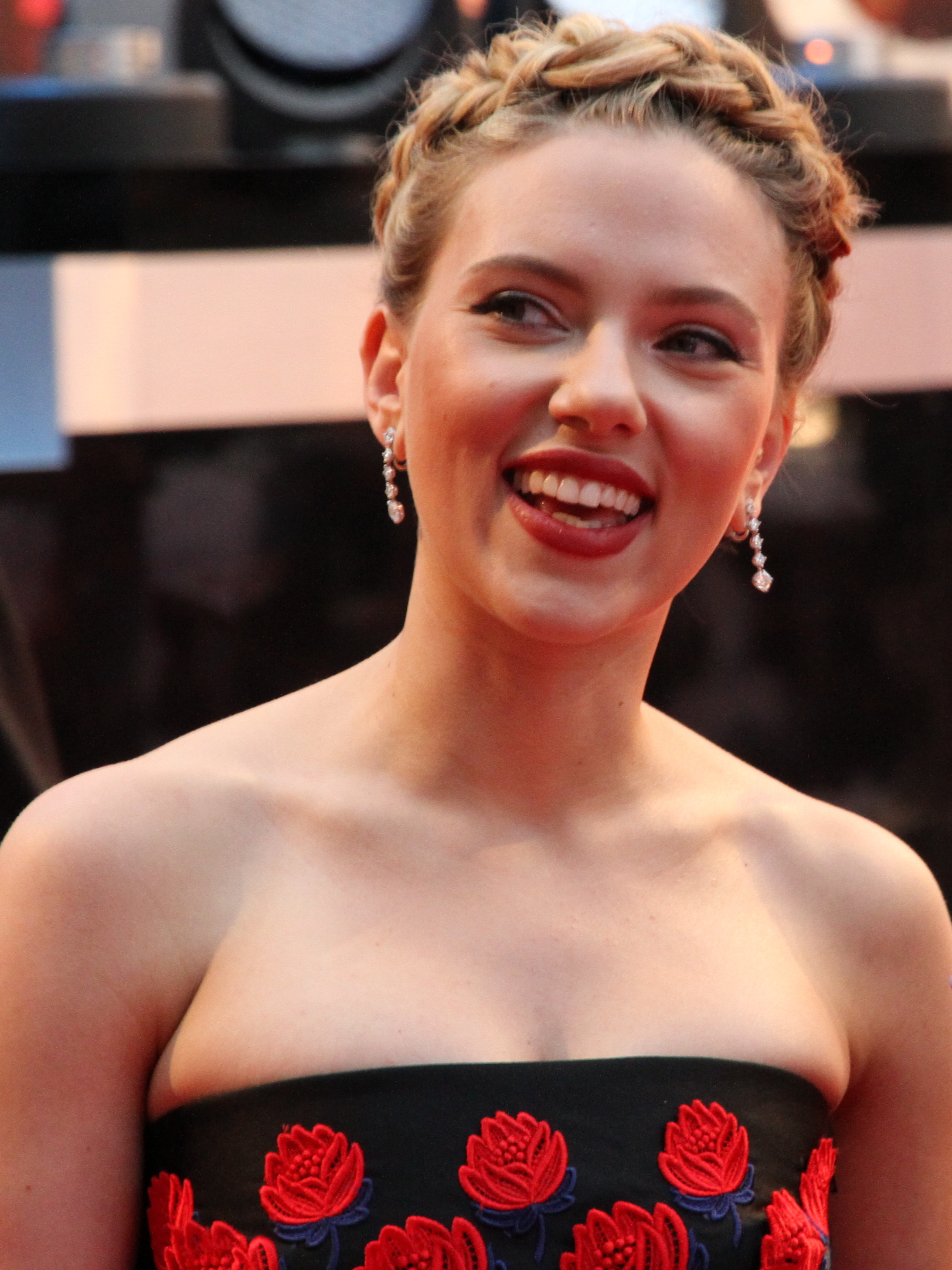
Scarlett Johansson en 2012.
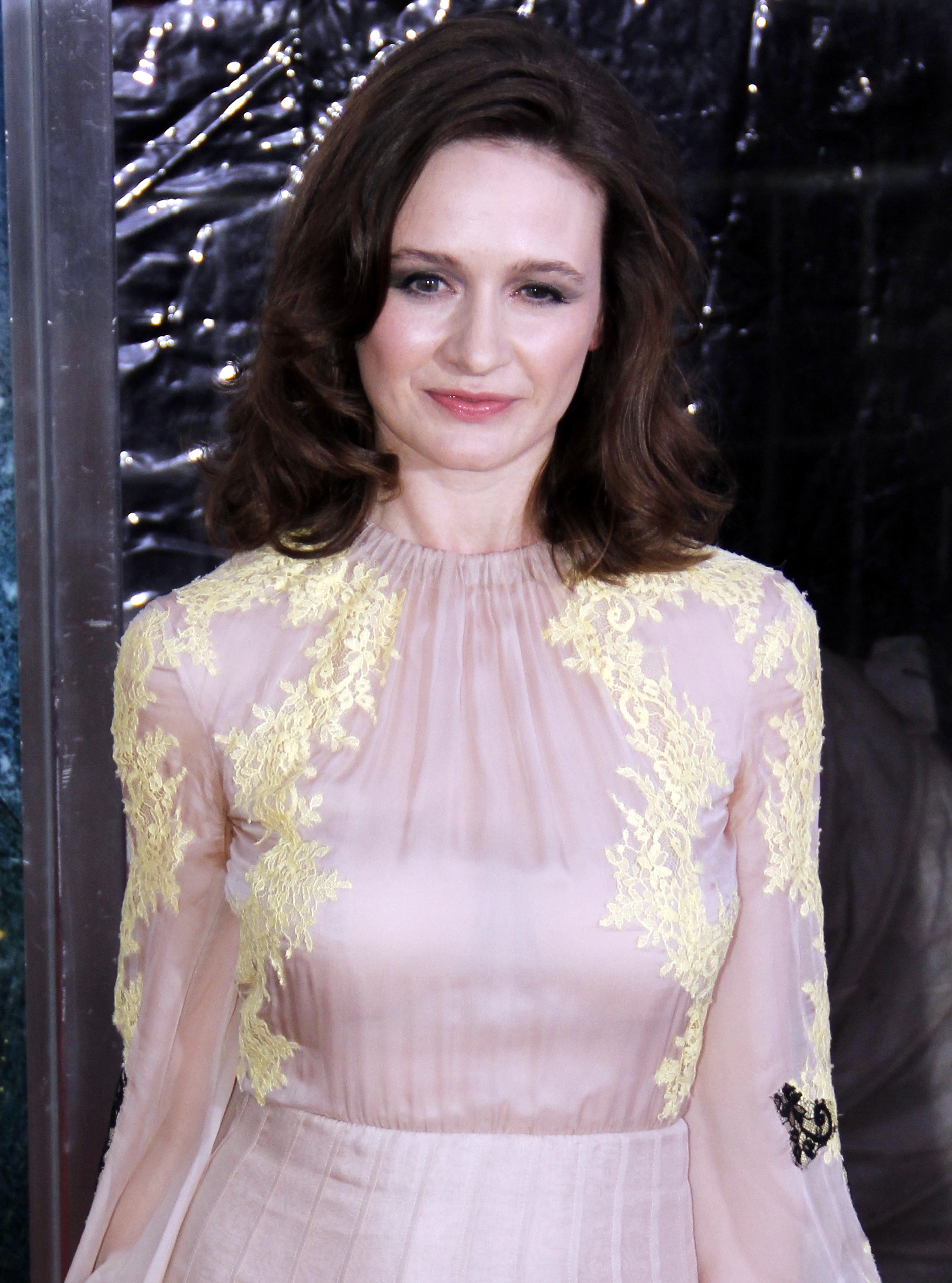
Emily Mortimer en 2011.
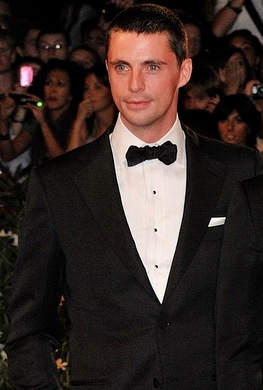
Matthew Goode en 2009.

## Production

### Développement du projet

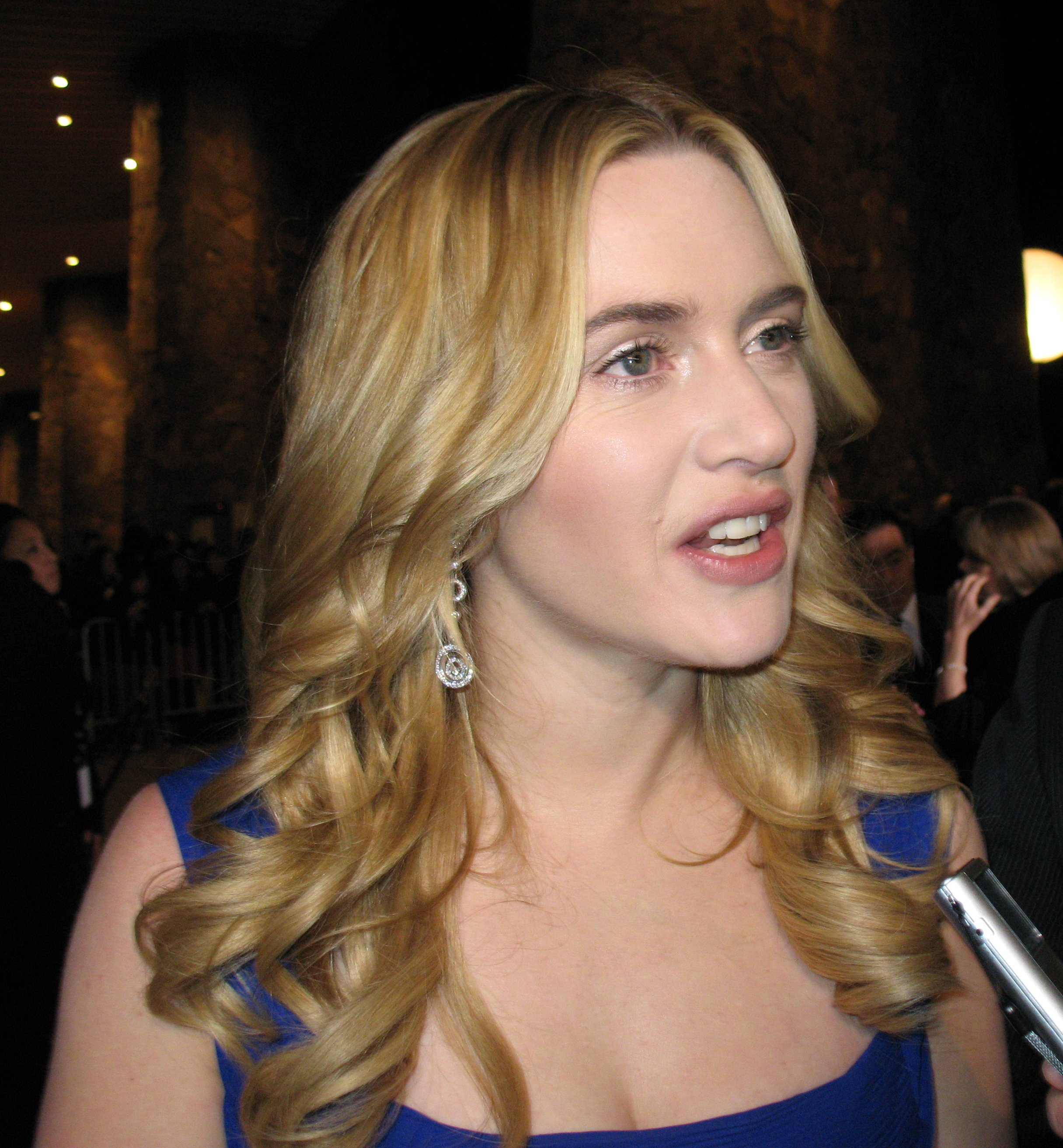
Kate Winslet, ici en 2007, était l'actrice prévue pour jouer le rôle de Nola Rice, finalement tenu par Scarlett Johansson.

Le scénario original se situait à la base dans les Hamptons, une région huppée du nord-est de Long Island dans l'État de New York. Mais lorsque Woody Allen a réussi à trouver le financement nécessaire pour le film, l'action se transféra vers Londres. Le film a été en partie financé par BBC Films qui exigea que le film, tourné au Royaume-Uni, réunisse un casting et une équipe de tournage essentiellement britanniques. Allen accorda retrouver la même créativité à Londres qu'aux États-Unis. Il se plaint du fait que les studios américains ne veulent pas tourner des longs-métrages à petits budgets : « Ils veulent seulement faire des blockbusters avec un budget de 100 millions de dollars et qui en rapportent 500 millions »,. Des modifications ont dû être effectuées à la suite du désistement de dernière minute de Kate Winslet, qui était prévue pour jouer le rôle de Nola Rice. Elle se retira en effet une semaine avant le début du tournage. Scarlett Johansson fut alors contactée pour jouer ce rôle. Elle accepta mais son rôle dut être réécrit pour que Nola Rice prenne les traits d'une Américaine. Selon Woody Allen, « ce ne fut pas un problème, il m'a fallu environ une heure pour modifier le scénario »,.
Le tournage de Match Point a eu lieu à Londres à l'été 2004 et a duré sept semaines. De célèbres monuments comme le Tate Modern, le « Cornichon » de Norman Foster, officiellement le 30 St Mary Axe, le Lloyd's Building de Richard Rogers, le Royal Opera House, le Palais de Westminster, le Blackfriars Bridge ou le Cambridge Circus servent de toile de fond à l'intrigue. Les scènes sur les courts de tennis ont lieu au Queen's Club où se tient chaque année le tournoi de tennis du Queen's. Un des amphithéâtres du campus de l'université de Westminster a également été utilisé.

### Bande-son
La bande-son du film est principalement composée d'enregistrements d'opéras sur des disques 78 tours datant d'avant la Première Guerre mondiale. Il s'agit d'arias chantées par le ténor italien Enrico Caruso. C'est la première fois, malgré ses goûts musicaux variés, que Woody Allen utilise de l'opéra pour mettre en musique l'un de ses films. Il utilisait avant seulement l'opéra comme marqueur de la classe sociale de ses personnages, comme dans Maris et Femmes en 1992, tandis que dans Match Point, toute la musique est basée sur l'opéra. Dans ce long-métrage, la musique commente avec ironie les actions des personnages. En outre, étant donné le statut de Wilton, introverti et amateur d'opéra, cela montre qu'il se dégage de son crime.
La scène de l'assassinat, d'une durée de dix minutes et qui constitue le moment phare du film, est mise en musique par un extrait de l'acte II de l'opéra Otello de Giuseppe Verdi. Il s'agit d'un dialogue entre Otello et Iago. Cette utilisation est atypique car il s'agit d'un dialogue dramatique dans lequel les mots sont aussi importants que la musique et non une aria comme il est fréquent de trouver au cinéma. Les spectateurs plus spécialistes d'opéra noteront que Woody Allen ne respecte pas l'histoire contée dans l'opéra. Ainsi le dialogue dramatique de Verdi laisse place à une autre scène dramatique mais qui n'a pas la même intrigue.
Les arias et les différents extraits d'opéra sont principalement des œuvres de Verdi (comme Macbeth, La traviata, Il trovatore et Rigoletto), de Gaetano Donizetti (L'elisir d'amore), de Georges Bizet (Les Pêcheurs de perles), d'Antônio Carlos Gomes (Salvatora Rosa), de Gioachino Rossini (Guillaume Tell) et d'Andrew Lloyd Webber (The Woman in White) ; la romance Una furtiva lagrima issue de L'elisir d'amore de Gaetano Donizetti se répète pendant une grande partie du film et accompagne notamment le générique d'ouverture ; les chansons de Caruso sont agrémentées de réels extraits en son diégétique ; les scènes à l'opéra royal sont interprétées par des chanteurs comme Janis Kelly ou Alan Oke :
- Una furtiva lagrima, extrait de L'elisir d'amore (L'Élixir d'amour), opéra de Gaetano Donizetti. Interprète : Enrico Caruso.
- Un dì felice, eterea, extrait de La Traviata, opéra de Giuseppe Verdi. Interprètes : Alan Oke ; Tim Lole, piano.
- Mal reggendo all'aspro assalto, extrait de Il trovatore (Le Trouvère), opéra de Giuseppe Verdi. Interprète : Enrico Caruso.
- Mi par d'udir ancora, extrait de I Pescatori di Perle (Les Pêcheurs de perles), opéra de Georges Bizet. Interprète : Enrico Caruso.
- Mia piccirella, extrait de Salvator Rosa, opéra de Carlos Gomes. Interprète : Enrico Caruso.
- Gualtier Malde !.. Caro nome, extrait de Rigoletto, opéra de Giuseppe Verdi. Interprètes : Mary Hegarty ; Tim Lole, piano.
- Arresta, extrait de Guillaume Tell, opéra de Gioachino Rossini. Interprètes : Janez Lotric et Igor Morozov.
- Desdemona, extrait d'Otello, opéra de Giuseppe Verdi. Interprètes : Janez Lotric et Igor Morozov
- I Believe My Heart, extrait de The Woman in White, comédie musicale d'Andrew Lloyd Webber, livret de David Zippel. Interprète : Martin Crewes
- O figli, o figli miei !, extrait de Macbeth, opéra de Giuseppe Verdi. Interprète : Enrico Caruso.

## Accueil

### Sortie du film et box-office
Match Point sort en France le 26 octobre 2005 et aux États-Unis le 28 décembre 2005. Lors de sa première semaine d'exploitation en France, le long-métrage cumule 523 285 entrées. Distribué sur 297 copies, il se classe troisième du classement hebdomadaire derrière La Légende de Zorro et Wallace et Gromit : Le Mystère du lapin-garou. La semaine suivante, environ 300 000 spectateurs supplémentaires viennent assister à une diffusion du film. Finalement, après onze semaines d'exploitation, le film compte 1 527 480 en France et 601 484 spectateurs uniquement à Paris et dans sa périphérie,. Aux États-Unis, après 10 jours d'exploitation, Match Point cumule des recettes supérieures à 3,6 millions de dollars. Par la suite, le film se maintient bien et a, finalement, généré plus de 21 millions de dollars après 9 semaines dans les salles. Dans le reste du monde, les bénéfices sont dénombrés à plus de 63 millions de dollars pour un total de 85 236 668 dollars américains d'argent généré. Match Point est donc considéré comme un succès commercial car les recettes sont 5,68 fois supérieures au budget de 15 millions de dollars.

### Accueil critique
Le film Match Point a reçu, généralement, de très bonnes critiques de la part des médias spécialisés. Woody Allen considère d'ailleurs que ce film est un de ses rares longs-métrages à pouvoir être classé "A-" et ajoute que « c'est sans doute l'un des meilleurs films [qu'il] ait réalisé ». Il ajoute : « Vous savez, c'est en quelque sorte un succès accidentel. Vous savez, j'essaie de rendre tous mes films bons, mais certains sortent du lot. Tout cela, c'est grâce aux acteurs et à la photographie, qui se sont bien pris au jeu »,.
Les critiques ont été très positives pour le film, notamment aux États-Unis. Au mois de janvier 2008, Rotten Tomatoes, site compilant des critiques provenant de médias américains, a donné une moyenne de 77 % de critiques positives. La société Metacritic recense quant à elle une note moyenne de 72 sur 100 en se basant sur 40 notes. Match Point a également été l'objet d'études dans le cadre académique. Joseph Henry Vogel indique d'ailleurs que « le film est un modèle du genre dans la remise en cause du modèle économique et social britannique ».
Le journaliste Roger Ebert du Chicago Sun-Times a attribué au long-métrage la note maximale de 4 étoiles sur 4. Il affirme que « c'est l'un des meilleurs films de Woody Allen depuis 1989 », et ajoute que pour lui, c'est son meilleur long-métrage. Il indique que le film nous maintient dans une « terrible fascination » durant toute sa durée. Le magazine Empire a donné la note de 4 étoiles sur 5 possibles jugeant le film comme étant l'un des meilleurs travaux récents du réalisateur new-yorkais et le recommande à tout le monde, même ceux qui ne sont pas fans de Woody Allen. Les critiques au Royaume-Uni furent généralement moins favorables. Le journaliste Philip French du journal The Observer a critiqué les dialogues et notamment l'utilisation d'un vocabulaire qui n'est pas propre aux hautes familles londoniennes ainsi que le manque d'humour présent dans le film. Il ajoute que certains acteurs comiques britanniques ont été relégués à des rôles mineurs et qu'ainsi, ils ne pouvaient pas apporter leur humour au long-métrage. Tim Robey, pour The Daily Telegraph, désapprouve le fait que certains considèrent Match Point comme un retour en forme de Woody Allen. Il ajoute que le film est basé sur une bonne idée, mais que celui-ci est un peu gâché par le choix de Londres pour le tournage du film. Il indique qu'il « attend toujours le grand retour d'Allen ». Il a de plus critiqué le personnage interprété par Johansson mais ajoute néanmoins que les quelques allusions au tennis ainsi que la scène finale sont bien écrites. Le journaliste Andy Jacobs de la BBC a quant à lui réalisé une critique plus positive. Il donne au film la note de 4 étoiles sur 5 et affirme que c'est le meilleur film de Woody Allen depuis Harry dans tous ses états en 1997. Il dit aussi ne pas comprendre les médias britanniques, très virulents envers le choix des lieux de tournage et la manière dont la haute société londonienne est dépeinte. Jacobs loue aussi les performances de Jonathan Rhys Meyers et de Scarlett Johansson.
Comme beaucoup de films signés Woody Allen, Match Point a été très populaire en France. Allociné, site internet compilant les notes des médias français, fait une moyenne de 4,4 sur 5. Le magazine Les Inrockuptibles et son journaliste Jean-Baptiste Morain, ont donné une critique élogieuse du film : « C'est un des films de Woody Allen les plus aboutis ». Morain apprécie également l'idée d'Allen d'aller tourner en Angleterre même s'il trouve que celle-ci est parfois un peu caricaturée. Il souligne lui aussi les performances « impeccables » de Rhys Meyers et Johansson.

### Ressemblance avecUne place au soleil
De nombreux spécialistes du monde du cinéma ont comparé le long-métrage au film Une place au soleil de George Stevens (d'après le roman Une tragédie américaine, de Theodore Dreiser, lui même inspiré d'un fait divers réel, le meurtre de Grace Brown.). Sorti en 1951, Une place au soleil décrit l'ascension sociale d'un jeune homme ambitieux, pris en étau entre deux femmes, celle qui peut lui permettre d'acquérir la position sociale à laquelle il aspire, et celle, enceinte de lui, qui peut compromettre son avenir. Selon les spécialistes, des éléments du scénario sont semblables et l'intrigue est la même, avec certains rôles qui sont inversés,.
La scène de la rencontre autour de la table de ping-pong dans Match point rappelle celle autour de la table de billard, dans Une place au soleil.

## Distinctions

### Récompenses
| Récompenses 2006-2007 du film Match Point | Récompenses 2006-2007 du film Match Point                | Récompenses 2006-2007 du film Match Point                   | Récompenses 2006-2007 du film Match Point | Récompenses 2006-2007 du film Match Point |
| Années                                    | Évènements                                               | Catégorie / Récompense                                      | Nommé(es) / Lauréat(es)                   |                                           |
| ----------------------------------------- | -------------------------------------------------------- | ----------------------------------------------------------- | ----------------------------------------- | ----------------------------------------- |
| 2006                                      | Academy of Motion Picture Arts and Sciences of Argentina | Prix de l'Académie Argentine du meilleur film étranger      | Woody Allen                               |                                           |
| 2006                                      | ADIRCAE Awards                                           | Meilleur film étranger                                      | Woody Allen                               |                                           |
| 2006                                      | David di Donatello Awards                                | Meilleur film de l'Union européenne                         | Match Point                               |                                           |
| 2006                                      | Golden Trailer Awards                                    | Meilleure bande-annonce pour un thriller                    | Match Point                               |                                           |
| 2006                                      | Iowa Film Critics Awards                                 | Meilleur film encore à sortir dans l'Iowa                   | Match Point                               |                                           |
| 2006                                      | Italian Online Movie Awards (IOMA)                       | Meilleure actrice dans un second rôle                       | Scarlett Johansson                        |                                           |
| 2006                                      | Italian Online Movie Awards (IOMA)                       | Meilleur scénario original                                  | Woody Allen                               |                                           |
| 2006                                      | Prix Goya                                                | Prix Goya du meilleur film européen                         | Woody Allen                               |                                           |
| 2006                                      | Prix Sant Jordi du cinéma                                | Prix du public Rosa de Sant Jordi du meilleur film étranger | Woody Allen                               |                                           |
| 2006                                      | Turia Awards                                             | Prix du public du meilleur film en langue étrangère         | Woody Allen                               |                                           |
| 2007                                      | Prêmio Guarani                                           | Meilleur film étranger                                      | Woody Allen                               |                                           |

### Nominations
| Nominations 2005-2007 du film Match Point | Nominations 2005-2007 du film Match Point                      | Nominations 2005-2007 du film Match Point        | Nominations 2005-2007 du film Match Point | Nominations 2005-2007 du film Match Point |
| Années                                    | Évènements                                                     | Catégorie / Récompense                           | Nommé(es) / Lauréat(es)                   |                                           |
| ----------------------------------------- | -------------------------------------------------------------- | ------------------------------------------------ | ----------------------------------------- | ----------------------------------------- |
| 2005                                      | Awards Circuit Community Awards                                | Meilleur scénario original                       | Woody Allen                               |                                           |
| 2005                                      | Dallas-Fort Worth Film Critics Association Awards              | Meilleure actrice dans un second rôle            | Scarlett Johansson                        |                                           |
| 2005                                      | St. Louis Film Critics Association                             | Meilleur film                                    | Match Point                               |                                           |
| 2005                                      | St. Louis Film Critics Association                             | Meilleur réalisateur                             | Woody Allen                               |                                           |
| 2005                                      | St. Louis Film Critics Association                             | Meilleur scénario                                | Woody Allen                               |                                           |
| 2005                                      | Utah Film Critics Association Awards                           | Meilleur réalisateur                             | Woody Allen                               |                                           |
| 2006                                      | César                                                          | Meilleur film étranger                           | Woody Allen                               |                                           |
| 2006                                      | Chicago Film Critics Association Awards                        | Meilleure actrice dans un second rôle            | Scarlett Johansson                        |                                           |
| 2006                                      | Cinema Writers Circle Awards                                   | Meilleur film étranger                           | Match Point                               |                                           |
| 2006                                      | Gold Derby Awards                                              | Meilleur scénario original                       | Woody Allen                               |                                           |
| 2006                                      | Golden Globes                                                  | Meilleur film dramatique                         | Match Point                               |                                           |
| 2006                                      | Golden Globes                                                  | Meilleure actrice dans un second rôle            | Scarlett Johansson                        |                                           |
| 2006                                      | Golden Globes                                                  | Meilleur réalisateur                             | Woody Allen                               |                                           |
| 2006                                      | Golden Globes                                                  | Meilleur scénario                                | Woody Allen                               |                                           |
| 2006                                      | Guilde russe des critiques de cinéma                           | Meilleur film étranger                           | Woody Allen                               |                                           |
| 2006                                      | International Online Cinema Awards (INOCA)                     | Meilleur scénario original                       | Woody Allen                               |                                           |
| 2006                                      | Italian Online Movie Awards (IOMA)                             | Meilleur film                                    | Match Point                               |                                           |
| 2006                                      | Italian Online Movie Awards (IOMA)                             | Meilleur réalisateur                             | Woody Allen                               |                                           |
| 2006                                      | Italian Online Movie Awards (IOMA)                             | Meilleur acteur                                  | Jonathan Rhys Meyers                      |                                           |
| 2006                                      | Italian Online Movie Awards (IOMA)                             | Meilleur montage                                 | Alisa Lepselter                           |                                           |
| 2006                                      | Italian Online Movie Awards (IOMA)                             | Meilleure bande son                              | Match Point                               |                                           |
| 2006                                      | Italian Online Movie Awards (IOMA)                             | Meilleur casting                                 | Match Point                               |                                           |
| 2006                                      | Online Film and Television Association                         | Meilleure actrice dans un second rôle            | Scarlett Johansson                        |                                           |
| 2006                                      | Online Film and Television Association                         | Meilleur scénario écrit directement pour l'écran | Woody Allen                               |                                           |
| 2006                                      | Online Film Critics Society Awards                             | Meilleur scénario original                       | Woody Allen                               |                                           |
| 2006                                      | Oscars                                                         | Meilleur scénario original                       | Woody Allen                               |                                           |
| 2006                                      | Prix Edgar-Allan-Poe                                           | Meilleur scénario de film                        | Woody Allen                               |                                           |
| 2006                                      | Russian National Movie Awards                                  | Meilleur film indépendant                        | Match Point                               |                                           |
| 2006                                      | Turkish Film Critics Association (SIYAD) Awards                | Meilleur film en langue étrangère                | 12ème place                               |                                           |
| 2007                                      | Syndicat national des journalistes cinématographiques italiens | Meilleur réalisateur non européen                | Woody Allen                               |                                           |
| 2007                                      | Danish Film Awards (Robert)                                    | Meilleur film américain                          | Woody Allen                               |                                           |
| 2007                                      | Golden Eagle Awards, Russia                                    | Meilleur film étranger                           | Woody Allen                               |                                           |

### Sélections
- Festival de Cannes 2005 : longs métrages - hors-compétition
- Festival Télérama 2006 : sélection Télérama

### Autres
- Inscription sur la liste des dix meilleurs films du National Board of Review de l'année 2005.

## Éditions en vidéo
- En France, le film Match Point est sorti en DVD le 22 juin 2006[43]. Par la suite, le film est sorti en Blu-ray édition steelBook le 27 novembre 2008[44], ressorti en DVD le 12 octobre 2011[45], puis en VOD le 1er juin 2017[7].

- Au Québec, le film est sorti en DVD le 21 mars 2006[1].